# 水上人家
《水上人家》（英語：The Boat Girl）是1968年上映的一部香港愛情喜劇，由易文執導，陳厚、陳曼玲及容蓉主演。電影以香港避風塘為背景，講述水上人家的真實生活。本片榮獲第7屆金馬獎最佳音樂。

## 劇情
艇家少女李蘭蘭（陳曼玲 飾）世世代代生活在水上，生活樸實。喬建華（陳厚 飾）是一名攻讀社會學系的美國留學生，以研究香港水上人生活為博士論文題目，他到避風塘實地考察時遇上了天真嬌憨的李蘭蘭，建華對蘭心生憐惜，重金聘其為嚮導，二人在朝夕交流下墮入愛河。喜歡喬建華的富家女曼曼對二人的親密形跡非常反感，輕視水上人的曼遂使計讓蘭蘭出醜，而邀請蘭參加富人舞會。看在眼內的建華不值曼曼故意欺人，便贈予蘭蘭高貴的衣飾和化妝品，並親自敎其美容儀態。舞會之日，蘭蘭果然艷壓群芳，吸引了眾人的視線。曼曼深懼失去建華，急欲拆散二人，遂以巨款唆使蘭父（王琛 飾）將蘭蘭嫁予建華之友人白學了（李影 飾），蘭蘭得悉後飲泣。洞悉曼曼陰謀的建華與蘭父商妥，改以其養女鳳娟（容蓉 飾）與白學了成婚，自己則與蘭成為一對，促成兩對姻緣，終於歡喜收場。

## 角色
| 演員   | 角色   | 備註               |
| 陳厚   | 喬建華 | 富家子，美國留學生 |
| 陳曼玲 | 李蘭蘭 | 艇家少女           |
| 容蓉   | 鳳娟   | 李蘭蘭父親的養女   |
| 高苓   | 曼曼   | 富家女，喜歡喬建華 |
| 王萊   | 蘭母   | 李蘭蘭母親         |
| 王琛   | 蘭父   | 李蘭蘭父親         |
| 李影   | 白學了 | 喬建華的朋友       |
| 羅蘋   | 華母   | 喬建華母親         |
| 梁銳   |        |                    |
| 賀賓   |        |                    |

## 電影歌曲
| 歌名               | 演唱者           | 作曲   |
| 〈歡樂舞會〉       | 靜婷、王琛、容蓉 | 周藍萍 |
| 〈海濱的少女〉     | 靜婷、王琛、容蓉 | 周藍萍 |
| 〈舢舨是我家〉     | 靜婷、王琛、容蓉 | 周藍萍 |
| 〈艇歌對唱〉       | 靜婷、王琛、容蓉 | 周藍萍 |
| 〈豪華闊少〉       | 靜婷、王琛、容蓉 | 周藍萍 |
| 〈不要吵來不要鬧〉 | 陳曼玲、容蓉     | -      |
| 〈水上人家好風光〉 | 陳曼玲、容蓉     | -      |

## 取景地
- 香港避風塘[1]

## 獎項
| 年份 | 頒獎典禮    | 獎項     | 名字   | 結果 |
| ---- | ----------- | -------- | ------ | ---- |
| 1969 | 第7届金馬獎 | 最佳音樂 | 周藍萍 | 獲獎 |

## 外部連結
- 香港影庫上《水上人家》的資料（繁體中文）
- 開眼電影網上《水上人家》的資料（繁體中文）
- 时光网上《水上人家》的資料（简体中文）
- 豆瓣电影上《水上人家》的資料 （简体中文）
- 互联网电影数据库（IMDb）上《水上人家》的资料（英文）